# Laluña Machado
Laluña Gusmão Machado, plus connue sous le nom de Laluña Machado est une historienne et chercheuse brésilienne sur la bande dessinée. Diplômée en histoire de l'Université d'État du sud-ouest de Bahia, Laluña est considérée comme l'une des plus grandes expertes universitaires brésiliennes du super-héros Batman. Elle est également coordonnatrice du groupe d'étude et de recherche Sônia Luyten, membre de l'Observatório de Histórias em Quadrinhos et éditrice du portail de la culture pop Minas Nerds,,,,.
En 2019, Machado et le chercheur Dani Marino ont lancé le livre Mulheres & Quadrinhos, qui rassemble 120 femmes impliquées dans la BD au Brésil, qui participent avec des bandes dessinées, des interviews, des témoignages et des textes académiques sur plus de 500 pages. Toujours en 2020, elle a collaboré au livre O Homem que Ri (sur le méchant des bandes dessinées Joker) et a été co-auteur (avec le chercheur Diego Moreau) du livre História dos Quadrinhos: Estados Unidos, qui couvre toute l'histoire de la bande dessinée en détail aux États-Unis depuis la création du Yellow Kid,,,,,.
En 2020, Laluña remporte le Troféu HQ Mix dans les catégories « Livre théorique » et « Édition Mix », tous deux pour le livre Mulheres & Quadrinhos.